# Keep-River-Nationalpark
Der Keep-River-Nationalpark ist ein 569 km² großer Nationalpark im Nordwesten des Northern Territory, Australien.

## Lage
Der Park liegt an der Grenze zwischen Northern Territory und Western Australia, 418 km südwestlich von Darwin und 468 km westlich von Katherine. Die nächste Stadt ist Kununurra, etwa 50 km entfernt. Der Zugang zum Park ist über eine Schotterpiste vom Victoria Highway aus möglich. Sie kann während der Trockenzeit auch von normalen Fahrzeugen befahren werden.

## Geschichte

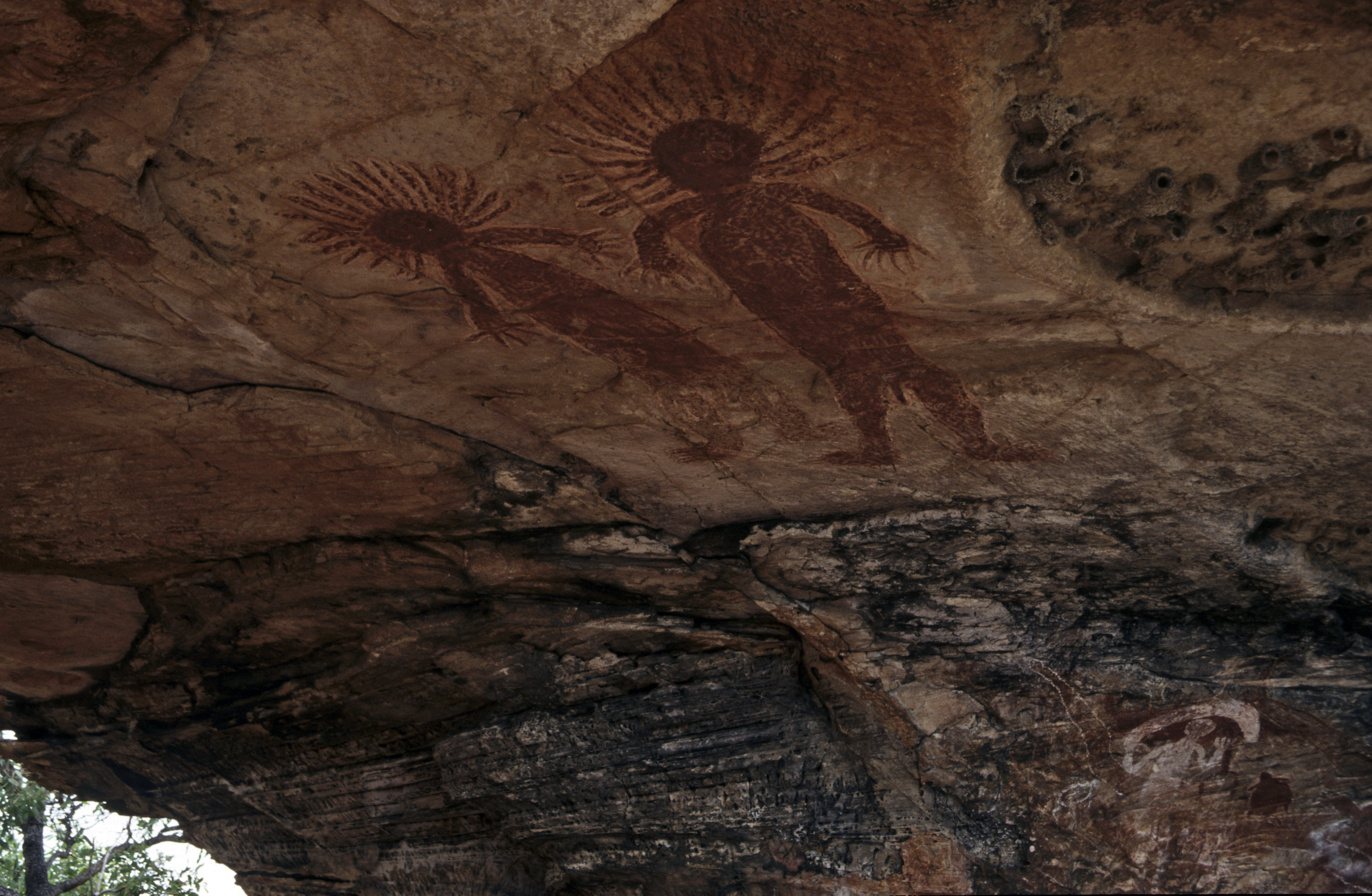
Felsmalereien bei der Nganalam Rock Art Site

Seit tausenden von Jahren leben Aborigines der Gruppen Mirriuwoong und Gadjerong in dieser Gegend. An zahlreichen Stellen im Park sind Spuren dieser Besiedlung zu sehen. Am Ginger Hill finden sich interessante Strukturen. Für diese Region typische Felsmalereien sind in Jarnem und Jinumum zu sehen.
Der Nationalpark ist nach dem gleichnamigen Fluss, dem Keep River benannt. Er wird zum ersten Mal im Jahr 1894 von dem Viehzüchter Michael Patrick Durack erwähnt und ist vermutlich nach Henry Francis Keep benannt, der 1888 diese Gegend erkundete.
Der Nationalpark wurde 1991 gegründet.

## Geographie
Der Park ist geprägt von roten Sandsteinformationen ähnlich dem Purnululu-Nationalpark.